# Verner Weckman
Verner Weckman (Loviisa, Uusimaa, 26 de julho de 1882 — Helsínquia, 22 de fevereiro de 1968) foi um lutador de luta greco-romana finlandês.

## Carreira
Foi vencedor da medalha de ouro na categoria até 93 kg em Londres 1908.